# Karl Mewis

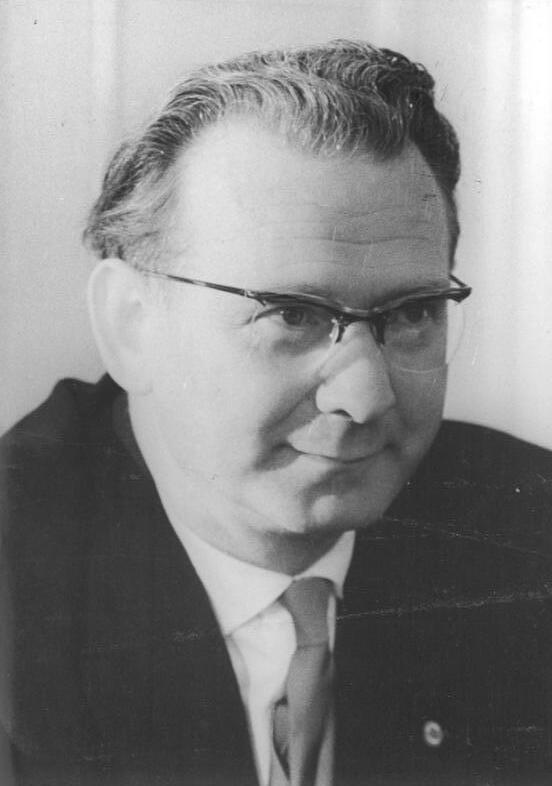
Karl Mewis (1960)

Karl Mewis (* 22. November 1907 in Münden; † 16. Juni 1987 in Ost-Berlin) war Widerstandskämpfer gegen den Nationalsozialismus, Interbrigadist, SED-Funktionär (u. a. Kandidat des Politbüros des ZK) und Vorsitzender der Staatlichen Plankommission in der DDR.

## Leben

### 1922 bis 1938

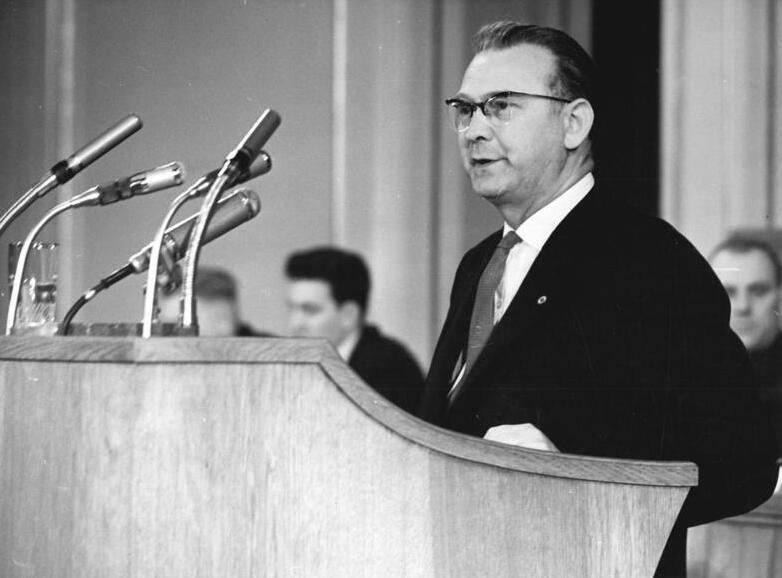
Karl Mewis begründet in der Volkskammer den Beschluss über den Volkswirtschaftsplan 1962

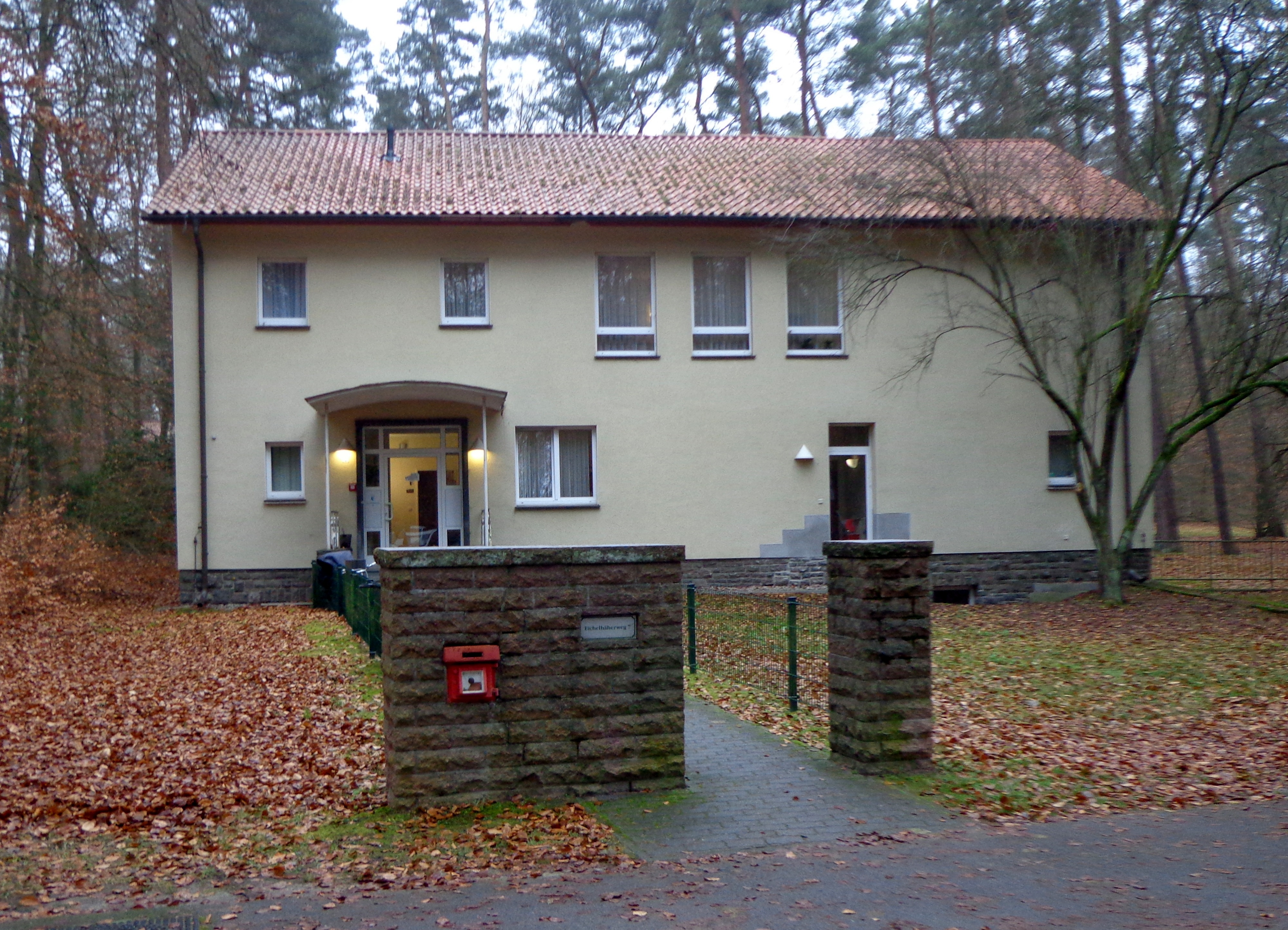
Waldsiedlung Wandlitz, das einst von Mewis, Walter Halbritter und Inge Lange bewohnte „Haus 20“

Mewis absolvierte eine Schlosserlehre bei der Eisenbahn. Er trat 1922 der Sozialistischen Arbeiterjugend (SAJ), 1923 dem Kommunistischen Jugendverband Deutschlands (KJVD) und 1924 der KPD bei.
Von 1925 bis 1928 war er Vorsitzender des KJVD Hessen–Waldeck und von 1929 bis 1932 Organisationssekretär der KPD-Bezirksleitung Magdeburg-Anhalt.
Von 1932 bis 1934 besuchte Mewis die Internationale Lenin-Schule in Moskau, danach war er bis 1936 illegal für die KPD als Politischer Leiter des Parteibezirks Wasserkante tätig. Er wurde 1935 Kandidat und 1939 Mitglied des Zentralkomitees der KPD. 1936 emigrierte er nach Dänemark, von wo aus er die „Abschnittsleitung Nord“ der illegalen KPD leitete. Ende 1936 ging Mewis nach Frankreich.
Von 1937 bis 1938 war er Nachfolger von Franz Dahlem in der Leitung der Internationalen Brigaden im Spanischen Bürgerkrieg. Im April 1937 war er in Barcelona als hochrangiger Kominternvertreter tätig.
Ab Mai 1938 war Mewis Leiter der „KPD-Abschnittsleitung Mitte“ in Prag.

### 1938 bis 1945
Nach der deutschen Zerschlagung der Tschechoslowakei flüchtete Mewis über Dänemark nach Stockholm. Dort war Mewis zunächst Leiter der neuen „KPD-Abschnittsleitung Zentrum“. Im Herbst 1939 wurde er nach Moskau zitiert. Er wurde beauftragt, gemeinsam mit Herbert Wehner und Heinrich Wiatrek eine neue Landesleitung der KPD in Schweden aufzubauen, die illegale Aktivitäten im deutschen Reichsgebiet koordinieren sollte, woraus sich erhebliche Konflikte und Auseinandersetzungen mit Herbert Wehner ergaben, die beide verhaftet wurden. Danach wurde auch Mewis am 19. August 1942 von den schwedischen Behörden festgenommen. Bis Sommer 1943 war er in Smedsbo interniert. Nach seiner Entlassung führte Mewis die KPD-Landesleitung in Schweden an. Er arbeitete dabei eng mit Richard Stahlmann zusammen. In dieser Zeit distanzierte sich Mewis zunehmend von orthodoxen kommunistischen Auffassungen und dem sowjetischen Modell des Kommunismus. Er trat für eine enge Zusammenarbeit mit sozialdemokratischen und bürgerlichen Exil- bzw. Widerstandsgruppen ein. Ab Herbst 1943 war Mewis Mitglied der „Landesgruppe deutscher Gewerkschafter“ in Schweden und führendes Mitglied im Vorstand des Freien Deutschen Kulturbundes in Schweden. Zugleich war er Herausgeber der Politischen Informationen und von Publikationen der deutschen Emigrationsleitung.

### 1945 bis 1963
Ende 1945 kehrte Mewis über Polen in die Sowjetische Besatzungszone zurück. Zunächst war er für die KPD als Sekretär in Mecklenburg tätig. Von März 1946 bis Mai 1949 war er Stadtverordneter und Mitglied des Sekretariats der SED in Berlin. Von 1950 bis 1963 war er Abgeordneter der Volkskammer, 1950 bis 1952 Kandidat und 1952 bis 1981 Mitglied des Zentralkomitees der SED.
Als Erster Sekretär der Landesleitung Mecklenburg bzw. Bezirksleitung Rostock der SED setzte er 1950 bis 1961 die Kollektivierung der Landwirtschaft durch. Er gilt als Initiator des Baus des Rostocker Überseehafens, der „Rostocker Ostseewochen“ und der Delegierung der vorher als Empor Lauter spielenden Oberliga-Mannschaft des SC Empor Rostock.
1958 bis 1963 war Mewis Kandidat des Politbüros des ZK der SED, sowie zwischen 1960 und 1963 Mitglied des Staatsrates, von 1961 bis 1963 Vorsitzender der Staatlichen Plankommission und Mitglied des Präsidiums des Ministerrates. 1963 wurde Mewis seiner Ämter infolge der sogenannten Versorgungskrise in der DDR (1962/63) enthoben.

### 1963 bis 1987
Nach seiner Entlassung aus dem Politbüro des ZK der SED 1963 fungierte er bis 1968 als Botschafter in Polen. Ab 1969 nahm er eine Tätigkeit als wissenschaftlicher Mitarbeiter des Instituts für Marxismus-Leninismus beim ZK der SED auf.

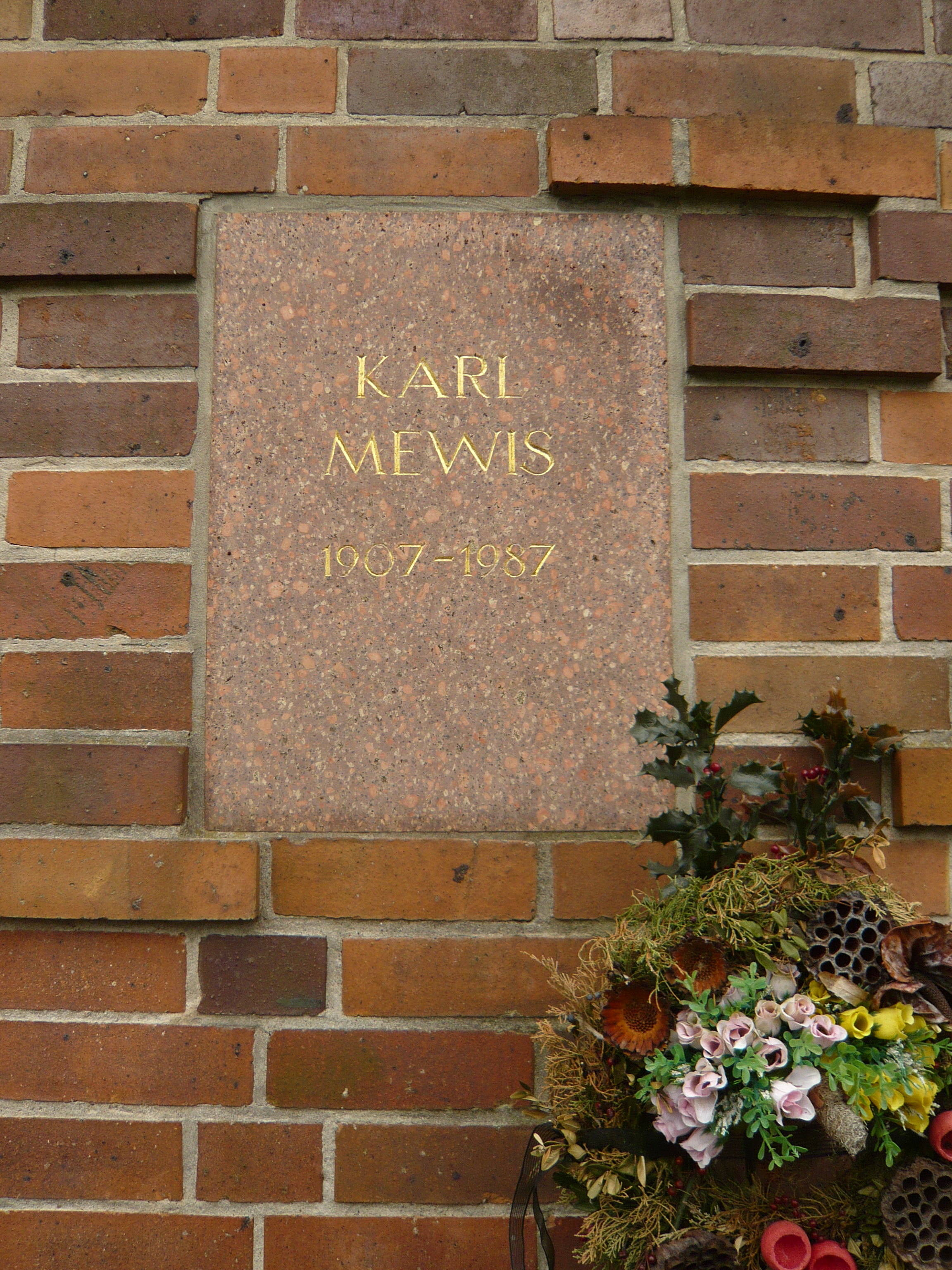
Grabstätte

Mewis starb am 16. Juni 1987. Seine Urne ist in der Gedenkstätte der Sozialisten auf dem Zentralfriedhof Friedrichsfelde in Berlin-Lichtenberg beigesetzt.

## Familie
Mewis heiratete 1927 in Kassel Auguste Reichert, von der er sich 1934 scheiden ließ.
1939 heiratete er Luise (genannt Liesel) Dahlem (* 1919; † 1957), Tochter des kommunistischen Politikers Franz Dahlem, die mit ihm in Stockholm lebte. Als sein Förderer Franz Dahlem unter dem Vorwand abgelöst wurde, Beziehungen zu den Field-Brüdern gehabt zu haben, die als amerikanische Spione denunziert worden waren, beteiligte sich Mewis zwar nicht an der Kampagne gegen ihn, verteidigte ihn aber auch nicht. 1953 ließ er sich von Liesel Dahlem scheiden, die tödlich an Krebs erkrankt war.
Aus beiden Ehen gingen Kinder hervor, darunter mit Liesel  Catherine (* 1941, verh. Haacke, habilitierte Afrikanistin), Franz (langjähriger Opernsänger in Rostock) und Annette (promovierte Medienwissenschaftlerin).

## Schriften
- Im Auftrag der Partei. Erlebnisse im Kampf gegen die faschistische Diktatur. Dietz, Berlin 1971. DNB 720061822

## Ehrungen
- 1955: Vaterländischer Verdienstorden in Silber (6. Mai 1955)
- 1960: Vaterländischer Verdienstorden in Gold
- 1967: Karl-Marx-Orden
- 1970: Ehrenspange zum Vaterländischen Verdienstorden
- 1972: Vaterländischer Verdienstorden
- 1977: Stern der Völkerfreundschaft
- 1975: Ehrenbürger von Rostock (im Dezember 1990 aberkannt)[7]

## Sonstiges
Im Rahmen seiner Recherchen für den Roman Die Ästhetik des Widerstands führte Peter Weiss mit Karl Mewis ein längeres Gespräch über dessen Emigrationszeit.